# El Costurero
El Costurero es una publicación española en papel orientada al mundo de la moda a través de las manualidades, publicada por El Costurero Pattern, una editorial con sede en Sevilla. Fundada en 2011, está escrita en castellano.

## Descripción
La publicación, aunque escrita en español, contiene también puntualmente algunos textos también en inglés. La redactora jefe de El Costurero es Anabel García Plata. Las publicaciones siguen el estilo hazlo tú mismo, y publican reseñas sobre artistas del sector.

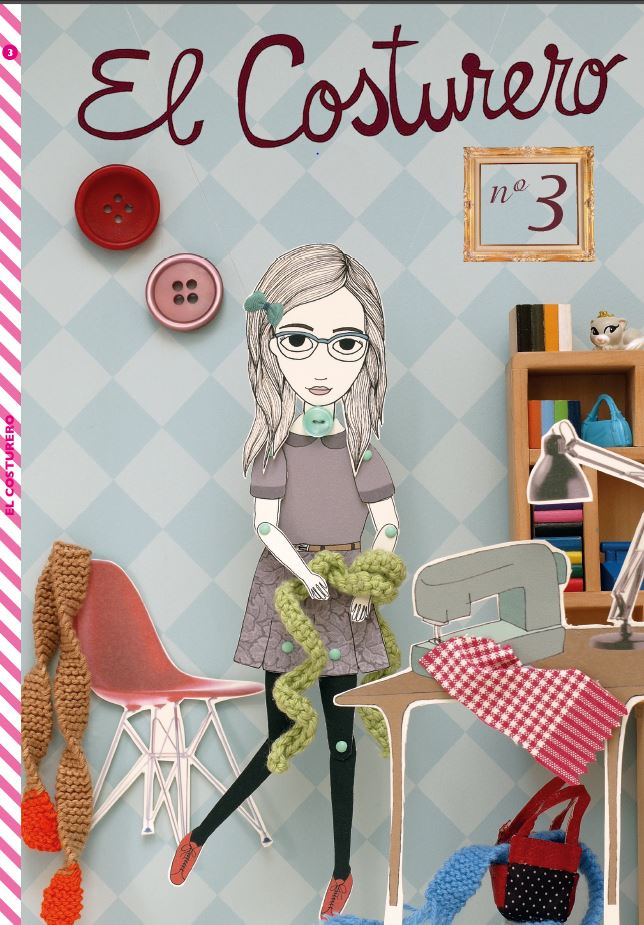
Portada de un número de El Costurero

El término pattern (palabra inglesa que en español significa: patrones) hace referencia a la inclusión de patrones de costura en las páginas de la revista, con los que se pretendería introducir a sus lectores al mundo de la moda.